# Leucozaffiro
Leucozaffiro o zaffiro incolore (dal greco leykós-bianco), come tutti gli zaffiri, appartenente alla famiglia dei corindoni con la differenza che, nella struttura cristallina non interviene l'effetto colorante di elementi estranei. Il processo di colorazione della struttura cristallina è una forma di drogaggio naturale ad opera di elementi come il ferro, l'alluminio, il cromo, che sono pressoché sempre assenti in questa pietra.

Considerato per anni di scarso valore ed usato nell'industria, questo corindone sta riguadagnando un certo prestigio tra i collezionisti ed appassionati a causa della sua rarità.
Tra i corindoni più importanti si ricorda il rubino, l'asteria, gli zaffiri celesti e blu.